# Prochain référendum constitutionnel haïtien
Le prochain référendum constitutionnel haïtien est prévu à une date indéterminée afin de proposer à la population d'Haïti une nouvelle constitution, portée par le président Jovenel Moïse. Initialement prévu le 25 avril 2021, il est reporté à de nombreuses reprises en raison de la crise politique en cours.

## Contexte

### Instabilité
En l'absence d'un Conseil constitutionnel, d'un Conseil électoral permanent, et d'un Sénat fonctionnel, il existe une ambiguïté sur la date de fin de mandat de Jovenel Moïse. Alors que ce dernier estime, ayant été élu en 2016 et ayant pris ses fonctions le 7 février de l'année suivante, que son mandat se termine le 7 février 2022, l'opposition et des secteurs de la société civile estiment que son mandat prend fin le 7 février 2021. Ce jour-là, le Conseil supérieur du pouvoir judiciaire déclare la fin du mandat présidentiel alors que le gouvernement annonce avoir déjoué une tentative de putsch. Le lendemain, l'opposition annonce nommer le juge Joseph Mécène Jean-Louis comme président par intérim pour une période de transition de deux ans, et la rédaction durant la période d'une nouvelle Constitution consensuelle dans le cadre d'une conférence nationale.

### Convocation du référendum et report
Contesté, le président Jovenel Moïse annonce le 7 janvier son intention de convoquer un référendum le 25 avril 2021 afin de proposer à la population une nouvelle constitution. Fin février, le scrutin est cependant reporté au 27 juin, le ministre auprès du Premier ministre Mathias Pierre invoquant des difficultés dues notamment aux exigences techniques et logistiques imposées par le Bureau des Nations unies pour les services d'appui aux projets (UNOPS) et le Programme des Nations Unies pour le Développement (PNUD), bien que ce dernier se soit pourtant engagé à en prendre la charge. Le 7 juin, le gouvernement procède à un second report du scrutin, cette fois-ci sans préciser de nouvelle date.  S'il est officiellement attribué à la pandémie de Covid-19 qui a conduit Haïti à décréter l'état d'urgence sanitaire le 24 mai, ce nouveau report intervient dans un contexte d'importantes manifestations d'opposants au projet de nouvelle constitution.
Le 29 juin, la tenue du scrutin est fixée au 26 septembre, en même temps que les élections législatives, sénatoriales et présidentielle.

### Assassinat de Jovenel Moïse
Le 7 juillet 2021, le Premier ministre par intérim Claude Joseph annonce l'assassinat de Jovenel Moïse, dans la nuit du 6 au 7 juillet vers 1 h du matin, par un commando qui a attaqué sa résidence privée,. Sa femme aurait été blessée dans l'attaque.

### Nouveau report
Le 12 août, le scrutin est de nouveau reporté au 7 novembre 2021.
L'assassinat de Jovenel Moïse ne remet pas en cause le projet, bien que la tenue d'un référendum soit toujours contestée,.
La dissolution le 27 septembre du Conseil électoral provisoire par le Premier ministre Ariel Henry reporte de facto sine die le scrutin. Celui-ci annonce la tenue du référendum pour février 2022, avant des élections un peu plus tard au cours de l'année, sans suites. En juin 2022, il annonce la tenue d'élections « dans les meilleurs délais » une fois la situation sécuritaire rétablie.

### Accord politique de décembre 2022
Le 21 décembre 2022, un nouvel accord politique prévoit la tenue de nouvelles élections en 2023, l'investiture d'un nouveau président pour le 7 février 2024, et l'instauration d'un Haut Conseil de la transition de trois membres et d'un organe de contrôle de l'action gouvernementale. Aucun point de celui-ci n'entre en vigueur, à l'exception de la mise en place du HCT et le scrutin n'a pas lieu. Ariel Henry se maintient au-delà de la fin de son mandat le 7 février 2024, ce qui provoque des manifestations massives.

### Crise politique de 2024 et démission d'Ariel Henry
Le 29 février 2024, Henry annonce des élections d'ici le 31 août 2025.
Bloqué à Porto Rico en raison des violences des gangs armés dans Port-au-Prince, après un voyage diplomatique au Kenya avec qui il signe un accord sur le déploiement d'une force de maintien de l'ordre, il tente sans succès de rentrer via les États-Unis, la République dominicaine puis la Jamaïque. Alors qu'il a exclu dans un premier temps de quitter le pouvoir, alors que l'opposant Moïse Jean-Charles propose la mise en place d'un Conseil présidentiel après l'appui d'autres partis,, il démissionne ensuite le 11 mars 2024 après avoir mis en place l’état d’urgence. La décision a été prise lors d'une réunion de la Communauté caribéenne au cours de laquelle les signataires de l'accord de Montana, En avant, le Collectif des signataires de la déclaration du 30 janvier 2023, ont soumis des propositions en vue d'organiser une transition. Les États-Unis ont proposé le remplacement d'Ariel Henry par un Conseil présidentiel.

### Nouvelle période de transition
Il est remplacé par un Conseil présidentiel de sept à neuf membres (dont certains seront des observateurs), avec une gouvernance multicéphale avec un nouveau chef de gouvernement supervisé par le Conseil. Les membres seront choisis par des partis politiques, Montana, et le secteur privé.
En septembre 2024, le nouveau Premier ministre Garry Conille annonce la tenue du référendum constitutionnel en février 2025 et des élections en novembre 2025. En janvier 2025, le président du comité de pilotage de la conférence nationale, Enex Jean-Charles, annonce qu'un avant-projet de Constitution sera soumis au Conseil présidentiel de transition en février 2025. Dans la foulée, le scrutin est fixé au 11 mai par le Conseil électoral provisoire. Cependant, en février 2025, alors que le président du Conseil présidentiel Leslie Voltaire souhaite organiser le scrutin dans huit département, Smith Augustin souhaite qu'elles soient organisées sur l'ensemble du territoire, tandis que le nouveau Premier ministre Alix Didier Fils-Aimé conditionne leur tenue au rétablissement de la sécurité.
En février 2025, l'International Crisis Group estime que la tenue des scrutins en 2025 serait « irréaliste », la capitale Port-au-Prince étant contrôlée à 80 % par des gangs, ainsi que des pans de l'Artibonite. Alors qu'environ la moitié des électeurs du scrutin précédent sont originaires de ces régions, les gangs, qui ont à leur tête notamment Jimmy Chérizier, pourraient truquer le scrutin en faveur de candidats qui leur sont proches, voire en faveur de Chérisier lui-même, qui envisage de se présenter aux élections. Alors que la Constitution de 1987 interdit tout amendement de son texte par référendum, et que ceci a été interprété par des juristes comme une interdiction de faire adopter une nouvelle Constitution par référendum, le Conseil présidentiel de transition lance une campagne d'information. Cependant, la guerre des gangs en Haïti ayant provoqué le déplacement de millions de personnes, ceux-ci ont perdu leur carte électorale, qui leur sert aussi de carte d'identité. Le 25 avril 2025, le Conseil électoral provisoire annonce ne pas pouvoir confirmer la tenue du référendum constitutionnel et des scrutins parlementaire et présidentiel en 2025. Celui-ci a soumis au Conseil présidentiel de transition un projet de budget, de chronogramme, et de décret, que ces documents ne soient publiés au journal officiel. Sans surprise, le scrutin n'a pas lieu. En réaction, le Conseil présidentiel de transition critique son silence et invite Jean-Charles à lui fournir les documents nécessaire à la mise en place du processus électoral.
Le 22 mai, le comité de pilotage remet l'avant-projet de Constitution au Conseil présidentiel de transition. Les Haïtiens sont invités à débattre du projet jusqu'au 25 juin, et des éventuels amendements pourraient être apportés au texte. Le ministre de la Justice Patrick Pélissier annonce la tenue d'un référendum à l'été 2025.

## Contenu
Le projet prévoit la mise en place d'un régime présidentiel avec un président de la République élu pour un mandat de cinq ans, renouvelable une fois au scrutin uninominal majoritaire à deux tours. L'avant-projet initial prévoyait la suppression du poste de Premier ministre, ainsi qu'un président élu au scrutin uninominal majoritaire à un tour pour un mandat de cinq ans renouvelable une fois de manière non consécutive, avec son vice-président pour colistier, au lieu du scrutin uninominal majoritaire à deux tours en vigueur pour un mandat de cinq ans non renouvelable de manière consécutive,,.
Le bicaméralisme est maintenu avec une chambre haute, le Sénat de la République, qui reste en place dans la mouture finale.

## Résultat
| Choix                     | Votes | %   |
| ------------------------- | ----- | --- |
| Pour                      |       |     |
| Contre                    |       |     |
|                           |       |     |
| Votes valides             |       |     |
| Votes blancs et invalides |       |     |
| Total                     |       | 100 |
| Abstention                |       |     |
| Inscrits/Participation    |       |     |